# Fabio Casartelli
Fabio Casartelli (Como, 16 augustus 1970 – Tarbes, 18 juli 1995) was een Italiaans wielrenner. Op 18 juli 1995 kwam hij zwaar ten val tijdens de vijftiende etappe van de Ronde van Frankrijk en stierf op 24-jarige leeftijd.

## Carrière
Casartelli was beroepswielrenner in de jaren van 1993 tot 1995. In 1993 begon Casartelli bij Ariostea. Hij won een etappe in de Settimana Bergamasca, werd tweede in een etappe in de Ronde van Zwitserland en reed de Ronde van Italië uit. In 1994 verhuisde Casartelli naar ZG Mobili en een jaar later naar Team Motorola.
Zijn grootste succes behaalde Casartelli in 1992 toen hij als amateur goud won op de wegwedstrijd tijdens de Olympische Spelen in Barcelona voor de Nederlander Erik Dekker en de Let Dainis Ozols.

## Overlijden
Op 18 juli 1995 kwam Casartelli op 24-jarige leeftijd om het leven bij een valpartij in de vijftiende etappe van de Ronde van Frankrijk, van Saint-Girons naar Cauterets, tijdens de afdaling van de Col de Portet d'Aspet. Hij reed in een groep die voor het peloton reed, met onder anderen de Belg Johan Museeuw. Casartelli kwam met zijn hoofd tegen een betonblok en overleed enkele uren later in het ziekenhuis van Tarbes. Casartelli droeg geen helm en volgens sommigen had een helm zijn leven kunnen redden. Achter Casartelli vonden nog meer valpartijen plaats; Dante Rezze reed het ravijn in en brak een been en Dirk Baldinger brak zijn heup.

Ik lag zelf enkele minuten bij Fabio. Zijn houding veranderde niet en bij het rechtstaan heb ik hem nog even vastgehouden. Ik heb nog Fabio, Fabio geroepen, maar er kwam geen reactie. Het is een van de beelden uit mijn carrière die me altijd zal bijblijven. Ik heb die rit verdwaasd uitgereden. Bij de finish zag ik verzorger Dirk Nachtergaele naar me komen en aan de andere kant zag ik Richard Virenque [die dag de ritwinnaar] met de bloemen op het podium. En ik vraag aan Dirk: "Hoe is het met Fabio?" en Dirk antwoordt dat hij dood is. Dat was precies 100 kilogram die op mij viel. Vooral door het contrast.
— Johan Museeuw, die bij Casartelli was toen hij viel, over de dood van Casartelli, in 2012

Op de plaats van het ongeluk is een gedenksteen geplaatst.
De volgende dag legde het peloton, als betoon van respect en rouw, de etappe in gesloten formatie en langzaam rijdend af. Vlak voor de finish werd Casartelli's ploeg de gelegenheid gegeven om naast elkaar en als eerste de finish over te gaan.
Zijn ploegleden wilden de Tour vervolgens beëindigen, maar werden door Fabio's weduwe omgepraat. De premies van die dag werden aan de nabestaanden gegeven. Twee dagen later kwam zijn ploegmaat Lance Armstrong alleen aan in Limoges. Hij droeg de overwinning op aan Casartelli.

## Resultaten in voornaamste wedstrijden
| Jaar | Ronde van Italië | Ronde van Frankrijk | Ronde van Spanje |
| ---- | ---------------- | ------------------- | ---------------- |
| 1993 | 107e             |                     |                  |
| 1994 |                  | opgave              |                  |

| Jaar | Amstel Gold Race |
| ---- | ---------------- |
| 1993 | 35e              |
| 1994 |                  |